# جانيا إيشيقامي
جانيا إيشيقامي (石上 純也 Ishigami Junya)(مولود سنة 1974 في كاناغاوا) معماري ياباني.
حصل على درجة الماجستير في الهندسة المعمارية والتخطيط من جامعة طوكيو الوطنية للفنون الجميلة والموسيقى عام 2000. عمل إيشيقامي مع كازوو سيجيما من 2000 إلى 2004 في SANAA ، قبل أن يؤسس شركته الخاصة في 2004: junya.ishigami + Associates.  عرض إيشيقامي عرضًا منفردًا في الجناح الياباني في بينالي البندقية الحادي عشر للهندسة المعمارية في عام 2008 ؛ وكان أصغر حاصل على جائزة المعهد المعماري الياباني عن ورشة عمل معهد كاناغاوا للتكنولوجيا KAIT في عام 2009. في عام 2010 فاز بجائزة الأسد الذهبي لأفضل مشروع في بينالي البندقية الثاني عشر للهندسة المعمارية ، ومن ثم أصبح أستاذًا مشاركًا في جامعة توهوكو في اليابان. في نفس العام ، أدى اندماجه المبتكر لتعقيد السياق في مشاريعه إلى الفوز بجائزة عالمية للهندسة المعمارية المستدامة .   في عام 2014 ، وتم تعيينه كنقد تصميم كينزو تانج في كلية الدراسات العليا للتصميم بجامعة هارفارد في الولايات المتحدة. حيث ان الآن لديه أتيليه في Accademia di Architettura di Mendrisio .

## أعمال
- معرض طاولة في معرض آرت بازل 2006
- معرض بالون في معرض "Space for your Future" في متحف الفن المعاصر ، طوكيو ، 2007
- الجناح الياباني في بينالي فينيسيا للعمارة 2008
- متجر أزياء يوجي ياماموتو ، مدينة نيويورك ، 2008
- استوديو KAIT لمعهد كاناغاوا للتكنولوجيا في أتسوجي ، محافظة كاناغاوا ، اليابان ، 2008
- قوس السحب ، تمثال رئيسي مقترح لسيدني ، أستراليا. 2017. [4]
- جناح معرض سربنتين ، 2019 [5]

## روابط خارجية
- مشاهد الواقع الافتراضي لمعرض "Junya إيشيقامي، Freeing Architecture" في مؤسسة كارتييه ، باريس